# FIBA Americas
De FIBA Americas, voluit Fédération Internationale de Basketball Americas, is de internationale sportbond voor basketbal in de regio Noord- en Zuid-Amerika en de Caraïben. De bond valt onder de Fédération Internationale de Basketball (FIBA, de internationale basketbalbond).
De bond organiseert het belangrijkste internationale kampioenschappen van de regio en is gevestigd in San Juan op het Amerikaans-Caraïbische eiland Puerto Rico.